# Wola-Kolonia
Wola-Kolonia – wieś sołecka w Polsce położona w województwie mazowieckim, w powiecie mławskim, w gminie Stupsk.
W latach 1975–1998 miejscowość administracyjnie należała do województwa ciechanowskiego.

## Zabytki
- Grodzisko średniowieczne o średnicy zewnętrznej 60 metrów i wewnętrznej 18 m. Wały są częściowo zniszczone (ziemię wykorzystano do budowy biegnącej po sąsiedzku linii kolejowej). Datowane po badaniach sondażowych na IX-XII wiek. Grodzisko leży na południowy zachód od wsi (w literaturze Wyszyny Kościelne). Seria dat dendrologicznych wskazuje, że prace nad przygotowaniem terenu rozpoczęto w 898 r., konstruując rusztowanie na podmokłym gruncie. Używano do tego pni z drzewa ściętego w 898 r. oraz nielicznych bali z drzew powalonych kilka lub kilkanaście lat wcześniej (882, 893). W 901 r. położono zewnętrzną część rusztowania, posługując się drewnem pozyskanym w 900 i 901 roku. Tu także użyto pni drzew rosnących do roku 887, 895 i 897. Nie da się z pewnością ustalić, czy wał wzniesiono już w 898 czy w 901 r., bowiem wszystkie datowane próbki pochodzą z podwalin, nie z właściwej konstrukcji. Jakieś prace prowadzono także w 911 r., czego świadectwem jest jedna próbka datowana na ten rok[8].